# Никола Паскалев
 Тази статия е за българския революционер.  За войника вижте Никола Паскалев (войник).  
Никола Ж. Паскалев, наричан Никола Доленарчето или Доленаров, е български революционер, деец на Вътрешната македоно-одринска революционна организация.

## Биография
Паскалев е роден в градчето Хрупища, Костурско, в Османската империя (днес Аргос Орестико, Гърция), като баща му е преселник от Долени. Неговият брат Янаки Паскалев заминава в Ксанти, където развива възрожденска, а по-късно революционна дейност. Никола Паскалев разработва собствен дюкян и същевременно се присъединява към революционния комитет на ВМОРО в града. Усърдно подкрепя дейността на българската партия в града, заради което е направен опит да бъде отровен, но е спасен от доктор Михаил Типадис.
Киряк Шкуртов пише за него в списание Илюстрация Илинден:
| „ | Неговата къща и дюкян бяха свърталище на всички българи в Костенарията. Чрез него неусетно се провеждаше цялата революционна кореспонденция и се правеха всякакви покупки за четите. Нищо не бе в състояние да го уплаши. Всички закани отминаваше без колебание. | “ |

Георги Христов пише:
| „ | Със своя весел нрав, със своята будност и словоохотливост поддържаше духа на костенарци при защитата им от нападенията на андартите. Гърците сметнаха го за опасен на каузата им и макар и зет на видно гръцко семейство, направиха опт да го отровят за „вразумяване“. | “ |

След Балканската война от 1912 година, новите гръцки власти го прогонват от Хрупища. Заминава за Ксанти със семейството си при брат си, но умира преждевременно. Семейството му доживява частичното освобождение на Егейска Македония през 1941 година.